# Khalifa Al Mutaiwei
Khalifa Sultan Al Mutaiwei (Dubái, 23 de mayo de 1971) es un piloto de rally y rally cross-country emiratí. Ha logrado ser dos veces campeón de la Copa Mundial de Rally Cross-Country, en 2004 y en 2012.

## Resultados

### Rally Dakar
| Año     | Categoría | Vehículo | Posición | Etapas |
| ------- | --------- | -------- | -------- | ------ |
| 2003    | Coches    | Nissan   | Ret.     | -      |
| Fuente: |           |          |          |        |